# استتباب
الاستتباب(ملاحظة 1) هي خاصية لجسم كائن حي، ينظم الجسم بها بيئته الداخلية بغرض الحفاظ على استقرارها وثباتها أمام تغيرات قد تكون داخلية أو خارجية، مثل إجهاد بسبب ارتفاع درجة حرارة الجو، أو الاستحمام بماء ساخن ثم بماء بارد عدة مرات أو مزاولة رياضة شديدة ثم الاسترخاء. الاستتباب الداخلي هنا هو مقياس لسرعة استعادة الجسم للقيام بوظائفه المعتادة. عند الشباب يكون سرعة وصول الجسم لحالة الاستتباب سريعا ولدى الشيوخ فهو يأخذ وقتا طويلا ربما أيام، ذلك لأن الهرمونات والانزيمات في الشباب تكون متوفرة أكثر لدى الشباب عنها بالنسبة إلى الشيوخ، وهذا أمر طبيعي. الهرمونات والانزيمات هي التي تعمل على حالة الاستتباب الداخلي عندما يتعرض الجسم لإجهاد خارجي كالرياضة أو داخلي بسبب إنفلونزا أو حمى.
ذلك إذا معناه هنا أن الجسم يعود بسرعة إلى حالة الاستتباب ومن أجل ذلك يحافظ الجسم تلقائيا على عدة متغيرات كالحرارة مثلا التي يجب أن تبقى ضمن حدود معينة بواسطة جهاز دقيق لتنظيمها يسمى منظم الحرارة ، ونسبة السكر في الدم ودرجة الحموضة ، والضغط الداخلي . وبصفة عامة فاننا نقصد بالاستتباب قدرة كل جهاز –على حدة– على الحفاظ على توازنه من أجل الحفاظ على الكل وهو الكائن الحي. وذلك بفعل الأنظمة المختلفة والانزيمات والهرمونات والتي تقوم بملاحظة ومواجهة أي خلل قد يحدث ويسمح الجسم لنفسه بسهولة بالتأقلم مع البيئة المحيطة أو الإجهاد من أجل تفادي أي تغيرات مفاجئة داخل الجسم -وكمثال عن ذلك نسبة السكر في الدم إذ تتدخل العديد من الهرمونات لتبقيه في مستوياته الطبيعية هذا المصطلح استعمله كلود برنار، الذي يعتبر أب الفيزيولوجيا، ونشر سنة 1865.
حيث يستخدم الفسيولوجيون اصطلاح الاستتباب بمعنى المحافظة على الظروف الثابتة أو الساكنة في المحيط الداخلى للجسم. وتقوم كل أعضاء الجسم وأنسجته بصورة أساسية بوظائف تساعد في المحافظة على هذه الظروف الثابتة. فمثلا تزود الرئتان الأكسجين باستمرار للسائل خارج خلوي ليعوض عما تستعمله الخلايا من الأكسجين، كما تقوم الكليتان بالمحافظة على تركيزات أيونية ثابتة، ويوفر الجهاز الهضمى الغذاء الضرورى للجسم.

## أصل التسمية
مصطلح "homeostasis" هو ذو أصل اغريقي، "Homeo" مماثل و"stasis" استقرار أو البقاء واقفاً. ومن ثم انتشر استخدامها على نطاق واسع في علم الأحياء، البيولوجيا، الاجتماع والسياسة.
وقد أطلق المصطلح كذلك من طرف وليام روز آشبي أحد رواد السريانية والذي قدم مثالا حيا من خلال صنع جهاز Homéostat الذي يتكون من عدة عناصر تعود للاستقرار بعد عدة حركات تنظيمية، يُراقب ويحدد أي خلل في الاستتباب ومن ثم تعديلها بواسطة الجهاز العصبي الذاتي والغدد.

## لمحة تاريخية
وصف الفيزيولوجي الفرنسي كلود برنارد عام 1849 مفهوم تنظيم البيئة الداخلية، وطرح والتر برادفورد كانون عام 1932 كلمة استتباب. عام 1932، كان جوزيف باركروفت، وهو فيزيولوجي بريطاني، أول من قال إن وظيفة الدماغ العليا تتطلب بيئة داخلية تكون هي الأكثر ثباتًا. لذلك، بالنسبة لباركروفت، لم يكن الاستتباب مُنظَّمًا بواسطة الدماغ فقط بل وكان يخدم الدماغ أيضًا. يُستخدَم مصطلح الاستتباب بشكل حصري تقريبًا في السياق البيولوجي مشيرًا إلى المفهومين اللذين وصفاهما برنارد وكانون فيما يتعلق بثبات البيئة الداخلية التي تعيش فيها خلايا الجسم وتبقى على قيد الحياة. ينطبق مصطلح السِبرانية (وتعني الموجه أو الحاكم) على أنظمة التحكم التقنية مثل منظمات الحرارة التي تعمل كآليات استتبابية، لكن غالبًا ما يكون تعريفها أوسع بكثير من المصطلح البيولوجي للاستتباب.

## لمحة عامة
لا يمكن أن تحدث العمليات الاستقلابية لدى كل الكائنات الحية إلا في بيئات كيميائية وفيزيائية نوعية. تختلف هذه الظروف من كائن حي لآخر، وما إذا كانت العمليات الاستقلابية تحدث داخل الخلية أو في السائل الخلالي الموجود خارج الخلايا. أشهر الآليات الاستقلابية لدى البشر والثدييات الأخرى هي المُنظِّمات التي تحافظ على تركيب الوسط خارج الخلوي (أو «البيئة الخلالية») ثابتًا وخاصة فيما يتعلق بدرجة الجرارة، ودرجة الحموضة pH، والأسمولية، وتراكيز الصوديوم والبوتاسيوم والغلوكوز وثنائي أكسيد الكربون والأكسجين. على أي حال، تتحكم آليات استتبابية أخرى عديدة، تشمل نواحٍ عديدة من فيزيولوجية جسم الإنسان، بالكيانات الأخرى الموجودة في الجسم. عندما تكون مستويات المتغيرات أعلى أو أقل من الحاجة لها يُطلَق عليها فرط وانخفاض على الترتيب مثل فرط الحرارة وانخفاض الحرارة أو فرط الضغط أو انخفاض الضغط.
إذا كانت كيان ما يخضع لتحكم استتبابي فهذا لا يعني بالضرورة أن قيمته ستكون ثابتة في الصحة. على سبيل المثال، تُنظَّم درجة حرارة الجسم المركزية بآلية استقلابية لها علاقة بالمستشعرات الحسية، مع أمور أخرى، الموجودة في منطقة الوطاء (تحت المهاد) من الدماغ. على أي حال، يُعاد ضبط نقطة ضبط المنظم بشكل منتظم.
على سبيل المثال، تختلف درجة حرارة الجسم المركزية على مدار اليوم (بكلمات أخرى لها إيقاع يومي)، وتحدث أخفض درجة حرارة في الليل والأعلى في فترة ما بعد الظهر. تشمل تنوعات درجة الحرارة الطبيعية الأخرى تلك المتعلقة بالدورة الشهرية (الدورة الطمثية). يُعاد ضبط نقطة ضبط منظم الحرارة خلال الأخماج لإحداث حمى. تكون الكائنات الحية قادرة بطريقة ما على التعديل خلال الظروف المختلفة مثل تغيرات درجة الحرارة أو مستويات الأكسجين في المناطق المرتفعة من خلال عملية التأقلم.
لا يتحكم الاستتباب بكل نشاط يحدث في الجسم. على سبيل المثال، تكون الإشارة (سواء عن طريق العصبونات أو الهرمونات) من المستشعر إلى المستجيب، بالضرورة، متغيرة بشكل كبير من أجل نقل معلومات حول اتجاه وحجم الخطأ الذي اكتشفه المستشعر.
بصورة مماثلة، يجب أن تكون استجابة المستجيب قابلة للتعديل بشكل كبير من أجل عكس الخطأ –في الحقيقة يجب أن تكون متناسبة تقريبًا (لكن في الاتجاه المعاكس) مع الخطأ الذي يهدد البيئة الداخلية. على سبيل المثال، يجرى التحكم بضغط الدم الشرياني لدى الثدييات استتبابيًا، ويُقاس من خلال تمدد المستقبلات الموجودة في جدران قوس الأبهر والجيبين السباتيين الموجودين في بدايتي الشريانين السباتيين الباطنين. ترسل المستشعرات رسائل من خلال الأعصاب الحسية إلى النخاع المستطيل في الدماغ حول ما إذا كان ضغط الدم يرتفع أو ينخفض، وبأي مقدار. يوزع النخاع المستطيل الرسائل عبر الأعصاب المحركة أو الصادرة العائدة للجهاز العصبي الذاتي إلى مجموعة كبيرة من الأعضاء المستجيبة التي يتغير نشاطها تبعًا لذلك لعكس الخطأ في ضغط الدم. أحد الأعضاء المستجيبة هو القلب الذي يُحرَّض ارتفاع معدل ضرباته (تسرع القلب) عندما ينخفض ضغط الدم الشرياني، أو يبطأ معدل ضرباته (بطء القلب) عندما يرتفع ضغط الدم الشرياني عن نقطة محددة. وبذلك، لا يُسيَطَر على معدل ضربات القلب (التي لا يوجد لها مستشعر في الجسم) استتبابيًا، لكنها مع ذلك أحد استجابات المستجيب للأخطاء في ضغط الدم الشرياني. مثال آخر هو معدل التعرق. هذا أحد المستجيبات في التحكم الاستتبابي بدرجة حرارة الجسم، وبالتالي يكون متغيرًا بشكل كبير بالتناسب مع الحِمل الحراري الذي يهدد بإحداث زعزعة في استقرار درجة حرارة الجسم المركزية التي يكون لها مستشعر في منطقة الوطاء (تحت المهاد) من الدماغ.

## التحكم بالمتغيرات

### درجة الحرارة المركزية
تنظم الثدييات درجة حرارتها الداخلية باستخدام مُدخَل من المستقبلات الحرارية الموجودة في الوطاء، والدماغ، والنخاع الشوكي، والأعضاء الداخلية، والأوردة الكبيرة. بعيدًا عن التنظيم الداخلي لدرجة الحرارة، يمكن أن تبدأ عملية تدعى الاستتباب بتعديل السلوك من أجل التكيف مع مشكلة برودة أو حرارة الأطراف الشديدة (ومع مشاكل أخرى). قد تشمل هذه التعديلات البحث عن مكان ظليل وتقليل النشاط، أو البحث عن ظروف أدفئ وزيادة النشاط، أو التجمع (الاحتشاد). يحظى التنظيم الحراري السلوكي بالأسبقية على التنظيم الحراري الفيزيولوجي بما أن التغيرات الضرورية يمكن أن تتأثر بسرعة أكبر، ويكون التنظيم الحراري الفيزيولوجي محدودًا في قدرته على الاستجابة لدرجات الحرارة الشديدة.
عندما تنخفض درجة الحرارة المركزية، تنخفض التروية الدموية للجلد من خلال التضيق الوعائي الشديد. ينخفض كذلك الجريان الدموي إلى الأطراف (ذات مساحة السطح الكبيرة)، ويعود إلى الجذع من خلال الأوردة العميقة التي توجد على مسار الشرايين (مشكلة أوردة مرافقة). يعمل ذلك كجهاز صرف معاكس ينقل الدفء من الدم الشرياني إلى الدم الوريدي العائد إلى الجذع ما يسبب فقدان حراري أصغري من الأطراف في الجو البارد. تكون أوردة الأطراف الموجودة تحت الجلد مقيدة بشدة، ليس فقط للحد من فقدان الحرارة من هذا المصدر بل أيضًا لدفع الدم الوريدي إلى نظام الصرف المعاكس الموجود في أعماق الأطراف.
يزداد معدل الاستقلاب، مبدئيًا بواسطة توليد الحرارة دون رعشة، المتبوع بتوليد حراري مع رعشة في حال كانت التفاعلات السابقة غير كافية لتصحيح انخفاض درجة الحرارة.
عندما تكشف المستقبلات الحرارية حدوث ارتفاعات في درجة الحرارة المركزية تُنبَّه الغدد العرقية الموجودة في الجلد عن طريق الأعصاب الودية الكولينية لإفراز العرق إلى الجلد والذي يبرّد بدوره الجلد والدم المتدفق فيه عندما يتبخر. اللهاث هو مستجيب بديل لدى العديد من الفقاريات، والذي يبرّد الجسم أيضًا بتبخر المياه، ولكن هذه المرة من الأغشية المخاطية للحلق والفم.

### غلوكوز الدم
تُنظَّم مستويات غلوكوز الدم ضمن حدود ضيقة إلى حد ما. لدى الثدييات، تكون المستشعرات الأساسية لذلك هي خلايا بيتا الموجود في جزر لانغرهانس في البنكرياس. تستجيب خلايا بيتا لارتفاع مستوى غلوكوز الدم بإفراز الأنسولين إلى الدم، بالتزامن مع تثبيط جاراتها خلايا ألفا عن إفراز الغلوكاغون إلى الدم. يعمل هذا المزيج (مستويات عالية من الأنسولين في الدم ومستويات منخفضة من الغلوكاغون) على الأنسجة المستجيبة وعلى رأسها الكبد، والخلايا الدهنية، والخلايا العضلية. يُثبَّط إنتاج الغلوكوز في الكبد، فيأخذه بدلًا عن ذلك، ويحوله إلى غليكوجين وثلاثيات الغليسيريد (الشحوم الثلاثية). يُخزَّن الغليكوجين في الكبد، بينما تفرز ثلاثيات الغليسيريد إلى الدم على شكل جزيئات بروتين دهني منخفض الكثافة جدًا يأخذه النسيج الشحمي من خلال نواقل غلوكوز خاصة (ناقل الغلوكوز نمط 4 بالإنجليزية GLUT4) يزداد عددها في جدار الخلية كتأثير مباشر لعمل الأنسولين على هذه الخلايا. يُحوَّل الغلوكوز الذي يدخل الخلايا في هذا السياق إلى ثلاثيات غليسيريد (عن طريق السبل الاستقلابية التي يستخدمها الكبد)، ويُخزَّن بعد ذلك في هذه الخلايا الدهنية مع ثلاثيات الغليسيريد المشتقة من البروتين الدهني منخفض الكثافة جدًا التي جرى تركيبه في الكبد. تأخذ الخلايا العضلية أيضًا الغلوكوز من خلال قنوات غلوكوز GLUT4 حساسة للأنسولين، وتحوله إلى غليكوجين عضلي.
يحرض انخفاض مستوى الغلوكوز في الدم توقف إفراز الأنسولين، وإفراز الغلوكاغون من خلايا ألفا إلى الدم. يثبط ذلك قبط الكبد، والخلايا الدهنية، والعضلات، للغلوكوز من الدم. عوضًا عن ذلك، يُحرَّض الكبد بقوة على تصنيع الغلوكوز من الغليكوجين (من خلال تحلل الغليكوجين) ومن مصادر غير كربوهيدراتية (مثل حمض اللبنيك والحموض الأمينية منزوعة زمرة الأمين) من خلال عملية تُعرَف باستحداث الغلوكوز. يحرر بعد ذلك الغلوكوز المُنتَج إلى الدم لتصحيح الخطً المُكتشَف (انخفاض الغلوكوز). يبقى الغليكوجين المّخزَّن في العضلات موجودًا في العضلات، ويُفكَّك فقط، خلال التمارين الرياضية، إلى غلوكوز-6 فوسفات وبالتالي إلى بيروفات يدخل دورة حمض الستريك أو يتحول إلى حمض اللبنيك (لاكتات). فقط اللاكتات ومخلفات دورة حمض الستريك هي التي تعود إلى الدم. يمكن أن يأخذ الكبد اللاكتات فقط، ومن خلال عملية استحداث السكر المُستهلكة للطاقة يُحوَّل ثانية إلى غلوكوز.

## أمثلة
يعتبر الحفاظ على مكونات الدم بنسبة طبيعية والحفاظ على خصائصه الديناميكية من أهم العوامل المؤثرة للحفاظ على الاستتباب ويشمل ذلك الحفاظ على نسب الشوارد والصوديوم والبوتاسيوم والكالسيوم ونسبة السكر في الدم ونسبة الحموضة في الدم (وبخاصة نسبة ثاني أوكسيد الكربون) والضغط التناضحي وحركة الدم ودرجة الحرارة.
وقد يُنظم بواسطة القلب والرئتين بالتحكم في نسبة الأوكسجين وتوزيع الشوارد والمغذيات في الجسم بالإضافة إلى تمدد وتقلص الأوعية الدموية التي تؤثر على نسبة ضغط الدم وفقدان الحرارة، التبول الذي يقوم بطرح الكميات الزائدة من الماء والشوارد التعرق للتخلص من الزوائد وتخفيض درجة الحرارة، انقباض العضلات الذي ينتج الحرارة إذ أن 15 إلى 25 بالمائة من الطاقة المنتجة تستخدم من أجل الحركة أما 75 إلى 85 بالمائة على شكل حرارة. الجوع والعطش بفضلهما يتم الإحساس والحاجة بالنقص وبالتالي السعي لتعويضها.
وقد يتأثران بعوامل بسيكولوجية أو حتى المزاج. وبالتالي قد يتم توسيع مفهوم الاستباب ليشمل مثلا الحفاظ على الوزن بحيث أن أي خلل في الوزن من شأنه أن يظهر مستويات أو درجات في مفهوم الاستتباب وفشل العمليات المحافظة على الاستتباب يؤدي إلى خلل وظيفي في مختلف أعضاء الجسم.
التوازن والتنظيم الداخلي للكائنات الحية هو واحد من المبادئ الأساسية لوظائف الأعضاء، فشل الاستتباب يؤدي إلى خلل وظيفي في مختلف أعضاء الكائن الحي.
كما أنها العملية التي يبقى فيها الجسم متوازن. وهذه العملية تتأصل بفعل الأجهزة المختلفة والإنزيمات والهرمونات والتي تقوم بملاحظة ومواجهة أي خلل قد يحدث . ويسمح الجسم بسهولة لنفسه بأن يحقق التوازن بسرعة مع البيئة المحيطة وذلك لتفادي أي تغيرات مفاجئة داخل الجسم.
عملية الاستتباب التنبؤي هي عبارة عن استجابة استباقية لحدث متوقع يمثل تحدي لعملية الاستتباب في المستقبل. وتعتبر الهجرة الموسمية إحدى الأمثلة للاستتباب التنبؤي.

## كيف يساهمالجهاز العضلي الهيكليفي وظائف الاستتباب في الجسم
لا يتمكن الجسم من دون الجهاز العضلي الهيكلي من التحرك للموقع المناسب وفي الوقت المناسب للحصول على الغذاء الضرورى لوظائفه. كما يوفر هذا الجهاز الحركة للوقاية من عوامل المحيط الضارة، ومن دون ذلك يتعرض كل الجسم وكل وظائفه الاستتبابية للتلف والخراب السريع. التمرين الرياضي والتدريب الإحهادي يعود الجسم على استعادة توازنه الداخلي سريعا. فإن الجسم يتأقلم بحسب ما نتعامل معه، أذا كسلنا كسل وإذا نشطنا نشط؛ مثل الرياضي - إذا أراد أن يرفع 110 كيلوجرام فعليه التمرين - فيتمرن على رفع 60 كيلوجرام، ثم 80 كيلوجرام وبعد مدة من فترات التدريب سوف يرفع 110 كيلوجرام . وهناك مثل أوروبي يقول:«من لا يتحرك يصدأ».

## التوالد
لا يعتبر التوالد أحيانا وظيفة استتبابية، ولكنه قد يساعد في الحفاظ على حالات التوازن بتوليد أفراد جدد ليحلوا محل الأفراد المتوفيين. وقد يكون هذا استعمالا غير واقعي لمصطلح (الاستتباب) ولكنه يوضح عند التحليل العام للوظائف بأن الجسم منظم بصورة عامة كي يعمل على تنظيم تلقائية الحياة وإدامتها.

## اقرأ أيضا
- سائل خارج خلوي
- فيزيولوجيا الخلية
- جهاز الدوران
- حجم التداول الفعال

## هوامش
- ملاحظة 1 المرادفات: الاتزان[35] أو الاستقرار أو التوازن الداخلي[36] أو الاتزان الداخلي أو المواءمة